# Barriere-Option
Die Barriere-Option (englisch barrier option) ist eine Sonderform der Option, also eines bedingten Termingeschäftes. Sie zählt zu den exotischen Optionen. Der Hauptunterschied zur Standardoption besteht darin, dass eine Barriere-Option durch das Eintreten bestimmter Ereignisse aktiviert oder deaktiviert wird. Wesentliche Formen sind die Knock-Out-Option, die Knock-In-Option und die Digitale Barriere-Option.

## Knock-Out-Option
Eine Knock-Out-Option ist eine Option, die verfällt, wenn der Basiswert eine gewisse, vorgelegte Barriere erreicht oder – je nachdem, ob es eine obere oder untere Barriere ist – über- oder unterschreitet.
Handelt es sich um eine obere Barriere, deren Erreichen oder Überschreiten den Wertverfall auslöst, spricht man von einer Up-and-Out-Option (von englisch up and out). Bei einer unteren Barriere, deren Erreichen oder Unterschreiten den Wertverfall auslöst, spricht man von einer Down-and-Out-Option (von englisch down and out).
Beispiel: Eine Barriere-Kaufoption mit Startwert {\displaystyle S_{0}=100}, Ausübungspreis {\displaystyle K=90}, einer Laufzeit von {\displaystyle T=2} Jahren und Barriere {\displaystyle B=120} besitzt folgendes Auszahlungsprofil:
- Erreicht der Kurs {\displaystyle S_{t}} irgendwann im Laufe die Marke von 120 oder steigt über diese, so wird – unabhängig vom Schlusswert – nichts ausgezahlt.
- Liegt der Schlusswert {\displaystyle S_{2}} unter dem Ausübungspreis von 90, so verfällt die Option ebenfalls (unabhängig davon, ob zwischendurch die Barriere erreicht wurde).
- Nur wenn der Schlusskurs den Ausübungspreis übertrifft (etwa {\displaystyle S_{2}=112}), die Marke von 120 jedoch nie erreicht wurde, wird die Differenz von Schlusskurs und Ausübungspreis ausgezahlt (hier beispielsweise {\displaystyle 112-90=22}).

## Knock-In-Option
Bei der Knock-In-Option verhält es sich umgekehrt: Sie bleibt nur dann gültig, wenn die Barriere im Laufe der Zeit mindestens einmal erreicht (oder – je nachdem, ob es eine obere oder untere Barriere ist  – über- oder unterschritten) wird, sonst verfällt sie.
Handelt es sich um eine obere Barriere, deren Erreichen oder Überschreiten den Werterhalt auslöst, spricht man von einer Up-and-In-Option (von englisch up and in). Bei einer unteren Barriere, deren Erreichen oder Unterschreiten den Werterhalt auslöst, spricht man von einer Down-and-In-Option (von englisch down and in).
Beispiel: Eine Barriere-Kaufoption mit {\displaystyle S_{0}=100}, Strike {\displaystyle K=110} und Knock-In-Höhe {\displaystyle B=130} bewirkt die folgende Auszahlungsstruktur:
- Falls der Kurs während der gesamten Laufzeit nie die Marke von 130 erreicht, wird nichts ausgezahlt, selbst dann nicht, wenn der Schlusskurs über dem Ausübungspreis liegt.
- Ebenfalls nichts ausgezahlt wird, wenn der Schlusskurs unter 110 liegt, unabhängig davon, ob die Marke von 130 jemals erreicht wurde.
- Überschreitet der Kurs im Laufe der Zeit die Marke von 130 und liegt am Schlusstag immerhin noch über 110 (etwa bei 124), so wird die Differenz von Schlusskurs und Ausübungspreis ausgezahlt (hier: 124-110=14).

Eine Down-and-In-Kaufoption entspricht einer Wette auf folgende Wertentwicklung: Um nicht zu verfallen, muss der Basiswert erst die Barriere unterschreiten und dann am Schluss wieder über dem Ausübungspreis stehen.

## Digitale Barriere-Option
Bei Digitalen Barriere-Optionen wird im Gegensatz zu den obigen Derivaten kein Strike vereinbart, den es am Schluss zu über- oder unterschreiten gilt. Hier wird einfach ein vorher festgelegter Nennwert ausgezahlt, wenn die Barriere während der Laufzeit erreicht wurde. 
Beispiel: Eine Digitale Barriere-Option mit Startwert {\displaystyle S_{0}=100}, Nennwert {\displaystyle N=50}, und Barriere {\displaystyle B=80} zahlt am Schlusstag 50 aus, wenn der Kurs irgendwann unter 80 gelegen hat. Der Schlusskurs spielt dabei keine Rolle. Mit einer solchen Option kann sich ein Investor, der gleichzeitig im Basiswert investiert ist, gegen starke Kursverluste absichern.

## Weitere Varianten
Die oben erwähnten Optionstypen sind die bei weitem häufigsten und liquidesten Barriere-Optionen. Jedoch gibt es noch eine ganze Reihe anderer, komplizierterer Instrumente, die auch auf dem Barrierenkonzept beruhen:
- Knock-Out-Option mit Prämie: Hierbei handelt es sich um eine Knock-Out-Option, jedoch mit einer zusätzlichen Vereinbarung: Verfällt die Option, weil die Barriere erreicht wurde, so wird eine vorher abgemachte Prämie als Entschädigung gezahlt. Diese Option gilt oft nicht als eigenständiger Typ von Barriere-Optionen, da sie als Linearkombination aus Knock-Out-Option und Digitaler Barriere-Option darstellbar ist.
- Dynamische Barriere-Option: Hier wird die Barrierenbedingung insofern abgeändert, als sich die Knock-Out- oder Knock-In-Höhe im Laufe der Zeit ändern kann. Beispielsweise kann vereinbart werden, dass der Basiswert im ersten Jahr nicht unter 90, im zweiten nicht unter 80 fallen darf, oder dass der Kurs {\displaystyle S_{t}} zu keinem Zeitpunkt {\displaystyle t\in [0,T]} unter den Funktionswert {\displaystyle B(t)=B_{0}e^{rt}} fallen darf. Dies ist vor allem bei langen Laufzeiten vorteilhaft, da hier der erwartete exponentielle Anstieg des Kurses berücksichtigt werden kann.
- Tunnel-Option: Diese stellt eine weitestmögliche Verallgemeinerung der Barriere-Option dar: Hier verfällt die Option, wenn der Kurs unter eine (unter Umständen dynamische) Untergrenze fällt oder über eine Obergrenze steigt. Damit die Option nicht verfällt, darf sich also der Basiswert nur in einer gewissen Bandbreite (dem „Tunnel“) bewegen. Dieses Instrument kann als eine Wette auf die Volatilität des Basiswertes angesehen werden: Stark schwankende Aktien durchbrechen eine der Grenzen eher als stabile Werte.
- Parisian-Option: Bei dieser Variante wird die Barrierebedingung erst dann ausgelöst, wenn sie für eine festgelegte Zeitdauer erfüllt ist, wenn also zum Beispiel bei einer Down-and-In-Option der Kurs für einen Monat unterhalb der Barriere liegt. Je nachdem, ob die Zeitdauer am Stück oder kumuliert unterschritten werden muss, unterscheidet man zwischen der reinen Parisian-Option und der kumulativen Parisian-Option, auch Parasian-Option genannt.

## Bewertung von Barriere-Optionen
Die Berechnung des fairen Optionspreises ist bei Barriere-Optionen, wie allgemein bei pfadabhängigen Derivaten (deren Auszahlung also nicht nur vom Schlusskurs abhängt, sondern den gesamten Kursverlauf berücksichtigt), oftmals keine leichte Aufgabe. Explizit müssen hier Informationen über die Wahrscheinlichkeitsverteilung der Extremwerte des Kurses bekannt sein. Im Black-Scholes-Modell ist das beispielsweise der Fall, ebenso in Binomialmodellen. Bei komplizierteren Kapitalmarktmodellen jedoch hilft oft nur eine Diskretisierung (also eine Approximation durch ein zeitdiskretes Modell) oder eine Monte-Carlo-Simulation.